# Salam Shaker
Salam Shaker Ali Dad, född 31 juli 1986 i Bagdad, är en irakisk fotbollsspelare som sedan 2015 spelar för saudiska al-Fateh. Han spelar även för Iraks landslag.

## Karriär
Efter att ha kommit till al-Talaba som 18-åring så gick Shaker två år senare till Arbil. 2008 blev han köpt av al-Khor där han stannade sex år. Efter en kortare sejour i al-Shorta så skrev han 2015 på för al-Fateh.
Salam Shaker gjorde landslagsdebut för Irak i januari 2008 i en vänskapsmatch mot Jordanien och har sedan dess gjort över 80 landskamper.

## Internationella mål
| Nr | Datum            | Spelplats                                 | Motståndare  | Mål | Resultat | Tävling                    |
| -- | ---------------- | ----------------------------------------- | ------------ | --- | -------- | -------------------------- |
| 1. | 27 december 2010 | Abbasiyyin Stadium, Damaskus              | Syrien       | 1–0 | 1–0      | Vänskapsmatch              |
| 2. | 19 augusti 2011  | Khalifa International Stadium, Doha       | Qatar        | 1–0 | 1–0      | Vänskapsmatch              |
| 3. | 30 juni 2012     | Prince Abdullah al-Faisal Stadium, Jeddah | Sudan        | 1–0 | 1–1      | Arabiska Mästerskapet 2012 |
| 4. | 6 januari 2013   | Khalifa Sports City Stadium, Madinat 'Isa | Saudiarabien | 1–0 | 2–0      | Gulf Cup 2013              |